# Edgar McCloughry
Edgar James Kingston McCloughry (ur. 10 września 1896, zm. 15 listopada 1972) – as lotnictwa australijskiego Royal Australian Air Force z 21 potwierdzonymi  zwycięstwami w I wojnie światowej. Generał (Air Vice-Marshal) Royal Air Force.

## Życiorys
Urodził się w Hindmarsh, stan Australia Południowa w Australii. Był synem Jamesa Kingstona McCloughry, pochodzącego z Irlandii Północnej oraz urodzonej w Australii Charlotty, z domu Ashton.
Edgar ukończył Adelaide University i South Australian School of Mines. W grudniu 1915 roku  został przyjęty do  Armii Australijskiej. Po służbie w Egipcie i we Francji w jednostkach inżynierskich w grudniu 1916 roku został przeniesiony do Royal Flying Corps. Po ukończeniu kursu pilotażu i otrzymaniu licencji pilota w sierpniu 1916 roku został skierowany do No. 23 Squadron RAF do Francji. Wkrótce McCloughry odniósł poważne obrażenia w wypadku samolotu przebywał w szpitalu w Anglii. Po powrocie do służby został skierowany do Royal Australian Corps do treningowego No. 6 Squadron RAAF jako instruktor.
W czerwcu 1918 roku Edgar McCloughry został skierowany do operującego we Francji No. 4 Squadron RAAF jako flight commander w stopniu tymczasowego kapitana. Pierwsze zwycięstwo powietrzne odniósł 12 czerwca 1918 roku nad  niemieckim balonem obserwacyjnym w okolicy Estaires. Łącznie zestrzelił 4 balony niemieckie. W ciągu czterech miesięcy zestrzelił 21 samolotów i balonów obserwacyjnych. Był dwukrotnie ranny. Został odznaczony Distinguished Flying Cross, Distinguished Service Order - dwukrotnie. Służbę w Royal Australian Corp zakończył w sierpniu 1919 roku.
Po zakończeniu służby w armii australijskiej Edgar McCloughry pozostał w Wielkiej Brytanii, ukończył studia na Uniwersytecie w Cambridge i rozpoczął pracę jako inżynier w przemyśle. W grudniu 1922 roku został ponownie przyjęty do RAF.
W czasie II wojny światowej pełnił różne funkcje w dowództwie RAF między innymi był przewodniczącym Allied Expeditionary Air Force Bombing Committee - komisji przygotowującej plany strategiczne oraz wykonawcze bombardowań w czasie inwacji aliantów na Europę. Odszedł na emeryturę w 1953 roku w stopniu generała  Air Vice-Marshal.
Edgar McCloughry jest autorem kilku książek dotyczących strategii obrony oraz lotnictwa m.in.:
- Winged warfare : air problems of peace and war - London : Jonathan Cape, 1937,
- Direction of War, A Critique of the Political Direction and High Command in War -  New York: Frederick A. Praeger, 1958,
- Defense Policy and Strategy - New York: Frederick A. Praeger, 1960.